# Протока Діани
47°15′00″ пн. ш. 152°20′00″ сх. д. / 47.25° пн. ш. 152.33333333333° сх. д.
Протока Діани (рос. Пролив Дианы) — протока Курильських островів між островом Кетоєм та островом Симуширом Великої Курильської гряди. Знаходиться в акваторіях Курильського та Сєверо-Курильського міських округів Сахалінської області Російської Федерації. Ширина — 19 км, глибини від 100 до 400 м.
Відкрита у 1811 році російським мореплавцем віцеадміралом Василем Головніним, ним же і названа на честь свого корабля «Діани».